# Torsten Sundblom
Torsten Sundblom (né le 15 septembre 1951) est un homme politique ålandais.
Marin de profession, il est élu au Lagting, le parlement régional d'Åland, sous l'étiquette du parti Liberalerna på Åland en 2007, puis réélu en 2011.